# El Torito
El Torito可開機光碟規格，是ISO 9660光碟規格的擴充，由IBM的Stan Merkin及鳳凰科技的Curtis Stevens所主導設計，發表於1994年11月。此規格設計讓電腦可從光碟開機。「El Torito」的命名是源自在規格設計時所在的「El Torito」餐廳，此餐廳位於美國加州爾灣市（Irvine）。

## 運作原理
現今的電腦BIOS，會在開機時根據El Torito規格，尋找光碟片上的開機程式碼。若該光碟具有開機程式碼，則BIOS會指配一個磁碟機代號給該光碟機。El Torito規格中有兩種開機模式，可讓舊式的作業系統由光碟開機：
- 模擬硬碟模式開機信息直接由光碟上讀取。
磁碟機代號通常為80。

- 模擬軟碟模式光碟上有軟碟的磁碟影像檔 (image file) 存儲在內。開機信息就是由這個磁碟影像檔內讀取出來。
磁碟機代號通常為00。

新式的作業系統則不需做模擬，只要有如ISOLINUX之類的開機引導程式（boot loader），即可由光碟開機。

## 另見
- 開機
- Live CD